# Episodi di Star Wars Rebels (terza stagione)

Logo della serie

La terza stagione della serie animata Star Wars Rebels è stata trasmessa negli Stati Uniti su Disney XD dal 24 settembre 2016 al 25 marzo 2017.
Un film introduttivo di un'ora, Passi nell'ombra, è stato trasmesso in anteprima il 16 luglio 2016 durante la Star Wars Celebration che si è svolta nell'ExCeL Exhibition Centre di Londra.
In Italia invece il primo episodio è stato trasmesso il 5 dicembre 2016. L'ultimo episodio è stato invece trasmesso il 12 maggio 2017.
| n° (assoluto) | n° (stagione) | Titolo originale           | Titolo italiano                      | Prima TV USA      | Prima TV Italia  |
| ------------- | ------------- | -------------------------- | ------------------------------------ | ----------------- | ---------------- |
| 38            | 1             | Steps into Shadows: Part 1 | Passi nell'ombra (prima parte)       | 24 settembre 2016 | 5 dicembre 2016  |
| 39            | 2             | Steps into Shadows: Part 2 | Passi nell'ombra (seconda parte)     | 24 settembre 2016 | 5 dicembre 2016  |
| 40            | 3             | The Holocrons of Fate      | Gli Olocron del destino              | 1 ottobre 2016    | 6 dicembre 2016  |
| 41            | 4             | The Antilles Extraction    | Benvenuti nella Ribellione           | 8 ottobre 2016    | 7 dicembre 2016  |
| 42            | 5             | Hera's Heroes              | Gli eroi di Hera                     | 15 ottobre 2016   | 8 dicembre 2016  |
| 43            | 6             | The Last Battle            | L'ultima battaglia                   | 22 ottobre 2016   | 9 dicembre 2016  |
| 44            | 7             | Imperial Supercommandos    | Supercommando Imperiali              | 5 novembre 2016   | 12 dicembre 2016 |
| 45            | 8             | Iron Squadron              | La Squadriglia Iron                  | 19 novembre 2016  | 13 dicembre 2016 |
| 46            | 9             | The Wynkahthu Job          | Colpo grosso su Wynkahthu            | 26 novembre 2016  | 14 dicembre 2016 |
| 47            | 10            | An Inside Man              | La talpa                             | 3 dicembre 2016   | 15 dicembre 2016 |
| 48            | 11            | Visions and Voices         | Visioni e voci                       | 10 dicembre 2016  | 16 dicembre 2016 |
| 49            | 12            | Ghosts of Geonosis: Part 1 | Fantasmi di Geonosis (prima parte)   | 7 gennaio 2017    | 1 maggio 2017    |
| 50            | 13            | Ghosts of Geonosis: Part 2 | Fantasmi di Geonosis (seconda parte) | 7 gennaio 2017    | 2 maggio 2017    |
| 51            | 14            | Warhead                    | La testata protonica                 | 14 gennaio 2017   | 3 maggio 2017    |
| 52            | 15            | Trials of the Darksaber    | La spada oscura                      | 21 gennaio 2017   | 4 maggio 2017    |
| 53            | 16            | Legacy of Mandalore        | L'eredità di Mandalore               | 18 febbraio 2017  | 5 maggio 2017    |
| 54            | 17            | Through Imperial Eyes      | Con occhi Imperiali                  | 25 febbraio 2017  | 8 maggio 2017    |
| 55            | 18            | Secret Cargo               | Un carico segreto                    | 4 marzo 2017      | 9 maggio 2017    |
| 56            | 19            | Double Agent Droid         | Un droide agente doppio              | 11 marzo 2017     | 10 maggio 2017   |
| 57            | 20            | Twin Suns                  | Soli gemelli                         | 18 marzo 2017     | 11 maggio 2017   |
| 58            | 21            | Zero Hour: Part 1          | Ora zero (prima parte)               | 25 marzo 2017     | 12 maggio 2017   |
| 59            | 22            | Zero Hour: Part 2          | Ora zero (seconda parte)             | 25 marzo 2017     | 12 maggio 2017   |

## Passi nell'ombra
- Titolo originale: Steps into Shadows: Part 1 & 2
- Diretto da: Bosco Ng, Mel Zwyer e Justin Ridge
- Scritto da: Steven Melching, Matt Michnovetz

### Trama
Sei mesi dopo gli eventi della stagione precedente, Ezra guida una missione per salvare Hondo Ohnaka da una prigione imperiale, brandendo una nuova spada laser e utilizzando delle abilità legate alla Forza che ha appreso dall'olocron Sith. Le informazioni di Hondo riguardano una squadriglia di Ala-Y che sta per essere distrutto a un cantiere navale che i Ribelli si dirigono a conquistare, con Ezra al comando della missione. Kanan, nel frattempo, è in difficoltà a causa della sua cecità e, dopo aver scoperto che Ezra ha utilizzato l'olocron, lo confisca, venendo poi richiamato nei boschi di Atollon da un richiamo, rivelatosi essere del Bendu, antico utilizzatore della Forza né Jedi né Sith. Nel frattempo, il Governatore Pryce decide che la crescente minaccia dei ribelli richiede una risposta più pesante, schierando così la Settima Flotta, rivelatasi essere sotto il comando dell'appena promosso Grand'Ammiraglio Thrawn. Il Bendu aiuta Kanan a rendersi conto che la Forza gli garantisce delle abilità che possono compensare la mancanza della sua vista e, dopo aver percepito che Ezra è in pericolo, questi parte per andare ad aiutarlo, lasciando l'olocron dal Bendu. I Ribelli riescono a recuperare un manipolo di caccia, ma sfortunatamente perdono il Fantasma quando Ezra erroneamente fa crollare il cantiere; solo grazie all'intervento dello Spettro e di altre navi ribelli il gruppo riesce a sfuggire (anche in parte grazie al fatto che Thrawn, dopo essersi reso conto di non stare affrontando l'intera flotta ribelle, decide di lasciarli andare). Ezra viene sospeso dal comando, ma esprime la sua gratitudine nei confronti di Kanan per essere tornato in azione, scoprendo poi che gli Ala-Y recuperati verranno inviati all'unità del Generale Dodonna.

## Gli Olocron del destino
- Titolo originale: The Holocrons of Fate
- Diretto da: Steward Lee
- Scritto da: Henry Gilroy

### Trama
Kanan, Ezra e alcuni soldati ribelli stanno per approdare vicino a un altro incrociatore ribelle. Quest'ultimo pare essere danneggiato, così salgono a bordo per indagare. Lì trovano un soldato steso a terra che afferma di essere stato colpito da una "lama rossa" e costretto a comunicarle la posizione dell'equipaggio dello Spettro. I due contattano Hera, solo per scoprire che Maul li ha già catturati tutti. Kanan ed Ezra acconsentono a consegnare a Maul sia l'olocron Sith sia quello Jedi, altrimenti egli ucciderà tutti i loro amici. I due tornano così dal Bendu per recuperare l'olocron Sith. L'essere li mette però alla prova facendo attraversare loro una grotta piena di ragni krykna. Kanan insegna ad Ezra come muoversi fra i ragni senza allertarli e riescono così a recuperare l'olocron. Il Bendu avverte i due che se l'olocron Sith e quello Jedi saranno combinati, garantiranno al loro possessore una chiarezza di visione smisurata, ma ad un prezzo (poiché, a detta sua, quando si conosce un segreto, non c'è modo di dimenticarlo). Kanan ed Ezra incontrano quindi Maul. Il primo si dirige a salvare l'equipaggio dello Spettro (poiché Maul ha ordinato ai suoi droidi di ucciderli), mentre il secondo combina i due olocron con Maul. Kanan riesce a interrompere il processo, facendo fuggire Maul, che sussurra felicemente "È vivo". Ezra ha quindi delle visioni relative a vari luoghi, tra i quali i "soli gemelli", ma non riesce a comprenderle, venendo poi rassicurato da Kanan.

## Benvenuti nella Ribellione
- Titolo originale: The Antilles Extraction
- Diretto da: Saul Ruiz
- Scritto da: Gary Whitta

### Trama
La Ribellione inizia a subire pesanti perdite a causa delle imboscate imperiali ai suoi convogli e corrono il rischio di finire i piloti. Fortunatamente, ricevono una soffiata da un nuovo "Fulcrum" che afferma che numerosi cadetti imperiali dell'Accademia Skystrike sono disposti a disertare. Sabine viene inviata a infiltrarsi nell'accademia, dove incontra e fa amicizia con un giovane cadetto di nome Wedge Antilles. Ezra e Kanan aspettano nello spazio con un vascello pronto a far evacuare Sabine dopo che avrà trovato i disertori. Nel frattempo, il Governatore Pryce e l'Agente Kallus giungono all'accademia per stanare i disertori. Sabine capisce che Wedge è uno di loro e lo rassicura, dicendogli che riuscirà a portare alla Ribellione sia lui sia i suoi amici Hobbie e Rake. Pryce tende quindi una trappola organizzando una lezione di volo nello spazio. Sabine e Wedge abboccano, scoprendo poi che i loro caccia sono stati manomessi. Sabine, Wedge e Hobbie vengono catturati, Rake viene ucciso ed Ezra e Kanan sono obbligati a ritirarsi. Pryce cerca di interrogare Sabine, ma quest'ultima riesce a tramortirla e a fuggire, liberando anche Wedge e Hobbie. Kallus, inoltre, fornisce segretamente supporto a Sabine per ripagare il suo debito con Zeb. Sabine e Wedge riescono poi a rubare un bombardiere TIE, incontrandosi con Ezra e ritornando alla base Ribelle sani e salvi.

## Gli eroi di Hera
- Titolo originale: Hera's Heroes
- Diretto da: Mel Zwyer
- Scritto da: Nicole Dubuc

### Trama
L'equipaggio dello Spettro si rifornisce dalla resistenza Twi'lek di Ryloth, solo per scoprire da Cham che, sotto la leadership di Thrawn, gli Imperiali hanno iniziato a prendere il sopravvento e hanno conquistato la loro casa e convertita in un quartier generale. Ciò significa che anche il loro "kalikori", importante cimelio di famiglia, è nelle mani dell'Impero. Determinata a recuperare il kalikori, Hera decidere di ritornare nella propria casa e infiltrarsi nel quartier generale Imperiale. Lei ed Ezra si infiltrano nella base mentre Cham e il resto del gruppo distraggono le pattuglie Imperiali. Tuttavia, Thrawn aveva previsto ciò e cattura Hera ed Ezra, decidendo di tenere il kalikori per sé. Fa poi un accordo con Cham, decidendo di risparmiare Hera ed Ezra se lui si fosse consegnato. Fortunatamente, grazie all'aiuto di Chopper, Hera crea un diversivo distruggendo la propria casa e il QG Imperiale con degli esplosivi, scappando poi con gli altri sullo Spettro. Nel frattempo, Thrawn osserva lo svolgersi della situazione e, colpito dall'atto di Hera, decide di lasciar fuggire i ribelli, affermando che si sono guadagnati la vittoria. Tornata sullo Spettro, Hera rassicura il gruppo dicendo che, anche se non è riuscita a recuperare il kalikori, è felice di essere tornata con i suoi amici.

## L'ultima battaglia
- Titolo originale: The Last Battle
- Diretto da: Bosco Ng
- Scritto da: Brent Friedman

### Trama
Durante una missione di recupero su un vecchio campo di battaglia delle Guerre dei Cloni sotto la guida del Capitano Rex, l'equipaggio dello Spettro viene catturato da un'unità di vecchi droidi separatisti. Il loro comandante, un Droide Super Tattico di nome "Generale Kalani" era infatti riuscito a evitare lo spegnimento totale (credendolo una trappola della Repubblica) ed ora vuole rivoltare le proprie forze contro Rex per scoprire una volta per tutte quale schieramento è più forte fra i Separatisti e la Repubblica. Mentre Rex, Ezra e Kanan affrontano i droidi, Chopper riesce ad allontanarsi e a spedire un SOS a Hera e Sabine. Successivamente, Ezra raggiunge Chopper e scopre che quest'ultimo ha trovato tre shuttle Nemoidiani ancora funzionanti. Tuttavia, anche l'Impero intercetta il messaggio di soccorso e spedisce subito una squadra d'assalto. Rex e i Jedi riescono a raggiungere "Kalani" ed Ezra gli fa notare che né la Repubblica né i Separatisti hanno vinto le Guerre dei Cloni, ma sono stati entrambi sconfitti dall'Impero. Gli fa anche notare che, siccome i Separatisti si sono sempre opposti a ogni tipo di tirannia, i droidi dovrebbero naturalmente opporsi all'Impero. Vedendo la logica nelle parole di Ezra e comprendendole, "Kalani" e le sue forze decidono di collaborare con l'equipaggio dello Spettro per sfuggire all'assalto Imperiale utilizzando due dei tre shuttle trovati da Chopper; quello utilizzato dal gruppo dello Spettro diventa poi il sostituto dell'ormai distrutto Fantasma. Calcolando che, comunque vada, la Ribellione ha meno dell'1% di possibilità di sconfiggere l'Impero, "Kalani" si separa amichevolmente dai Ribelli. L'episodio si conclude con Rex che si congratula con Ezra per essere riuscito a fare ciò che nessun Senatore, Clone o persino Jedi era mai riuscito a fare: convincere cloni e droidi a collaborare.

## Supercommando Imperiali
- Titolo originale: Imperial Supercommandos
- Diretto da: Steward Lee
- Scritto da: Christopher Yost

### Trama
Sabine continua a cercare di convincere Fenn Rau a far unire parzialmente i suoi Protettori alla Ribellione, ma Fenn rimane fermamente leale a Mandalore. Quando le comunicazioni con i Protettori vengono interrotte, Sabine, Ezra e Chopper vengono incaricati di andare a investigare. Lungo il tragitto, Rau stordisce Ezra e Sabine e si dirige al campo base dei Protettori, trovandolo completamente distrutto e venendo poi raggiunto dai due. Dopo aver distrutto un droide sonda Imperiale, una squadra di Mandaloriani Imperiali guidati da Gar Saxon, viceré Imperiale di Mandalore, giunge a indagare. Ezra e Chopper vengono catturati mentre Sabine e Fenn riescono a fuggire. Resosi conto che l'Impero ha intenzione di ucciderlo, Rau decide di collaborare con Sabine. Quest'ultima salva Ezra e Chopper, ma viene apparentemente tradita da Fenn che se ne va con lo shuttle senza di lei. Saxon le spiega poi come la sua diserzione abbia infangato il nome della sua famiglia, la quale ha deciso di allearsi con l'Impero. I tre riescono a fuggire grazie all'aiuto di Rau che, colpito dalla lealtà di Sabine verso la Ribellione ed i suoi amici, decide di unirsi ufficialmente ai Ribelli. 

## La Squadriglia Iron
- Titolo originale: Iron Squadron
- Diretto da: Saul Ruiz
- Scritto da: Matt Michnovetz

### Trama
L'equipaggio dello Spettro giunge su un pianeta per agevolare l'evacuazione di alcuni oppositori all'Impero. Durante la missione vengono assistiti da un mercantile armato che si identifica come Squadriglia Iron. Il Comandante Sato spiega che la Squadriglia Iron era un tempo guidata da suo fratello, ma che egli venne ucciso in battaglia, lasciando così il comando a suo figlio, nipote di Sato, di nome Mart Mattin. Mentre il resto del gruppo fa evacuare gli oppositori, Ezra e Sabine salgono a bordo della Squadriglia Iron e incontrano Mart e il suo gruppo. Tuttavia, essi sono giovani e inesperti, con la nave danneggiata e incapace di effettuare il salto nell'iperspazio. Quando Thrawn scopre della presenza della Squadriglia Iron, invia una potente flotta a occuparsene. Ezra, Sabine e il gruppo di Mart fuggono, ma questi decide di rimanere indietro per cercare di respingere gli Imperiali, il che risulta nel danneggiamento del suo mercantile. L'equipaggio dello Spettro e il Comandante Sato tornano indietro per salvare Mart e sfuggono a malapena all'imboscata dI Thrawn. Ora al sicuro, Mart e i suoi amici decidono di unirsi alla Ribellione. 

## Colpo grosso su Wynkahthu
- Titolo originale: The WynkahthuJob
- Diretto da: Mel Zwyer
- Scritto da: Gary Whitta

### Trama
I Ribelli formano una temporanea alleanza con Hondo per poter così entrare in una nave Imperiale abbandonata e rubarne il carico, con Hondo che promette loro un carico di bombe protoniche in cambio. Tuttavia, la nave da carico è pericolosamente vicina a una violenta tempesta atmosferica, il che rende rischiosa l'operazione di recupero. Decidono di chiedere aiuto ad AP-5, ma Kanan e Hera hanno paura che Ezra riponga troppa fiducia in Hondo. Il gruppo riesce a salire a bordo della nave e a trovare il carico che stava cercando. Tuttavia, proprio mentre caricano la merce sullo Spettro, vengono attaccati da dei droidi sentinella Imperiali che proteggevano la nave. Sia i Ribelli sia il gruppo di Hondo riescono a uscire a malapena dalla nave da carica prima che essa finisca nella tempesta e, mentre i Ribelli riescono a recuperare la maggior parte delle bombe protoniche, Hondo non riesce a recuperare il tesoro che cercava. Inoltre, Ezra inizia a rendersi conto del fatto che a Hondo importa pochissimo del suo stesso gruppo e dei suoi "soci in affari".

## La talpa
- Titolo originale: An Inside Man
- Diretto da: Steward Lee
- Scritto da: Nicole Dubuc

### Trama
Ezra e Kanan ritornano a Lothal per perlustrare la fabbrica Imperiale della zona, con l'intenzione di distruggerla. Con l'aiuto di una cellula della resistenza locale guidata da Azadi, riescono a infiltrarsi nella fabbrica travestiti da lavoratori per scoprire di più su una nuova arma che l'Impero sta sviluppando. Tuttavia, anche Thrawn è presente nella fabbrica e fa sigillare tutte le uscite, sospettando che delle spie ribelli stiano sabotando i veicoli prodotti lì (e uccidendo anche Morad Sumar, infiltratosi anch'egli insieme ai ribelli). Ezra, Kanan e Chopper riescono a rubare delle informazioni sull'arma e vengono aiutati da Kallus, rivelatosi essere Fulcrum. I tre riescono a fuggire dalla fabbrica con dei camminatori rubati e portano i dati ai ribelli. Dopo averli analizzati, scoprono che Thrawn sta sviluppando un nuovo tipo di Caccia TIE: il TIE Defender, il quale, a differenza degli altri TIE, è dotato di scudi. Thrawn deduce che i ribelli non sarebbero mai riusciti a ritirare i dati senza un aiuto interno. Tuttavia, decide di non indagare sulla spia, preferendo sfruttarla contro gli stessi ribelli.

## Visioni e voci
- Titolo originale: Visions and Voices
- Diretto da: Bosco Ng
- Scritto da: Brent Friedman

### Trama
Ezra è tormentato da delle visioni di Maul, il quale si avvicina a lui e Kanan mentre consultano il Bendu, spiegando loro la situazione. Maul minaccia infatti di rivelare all'Impero la posizione della Base di Chopper se Ezra non lo avesse accompagnato a completare un rituale che rivelerà le informazioni che entrambi cercano usando gli olocroni Jedi e Sith. Maul ed Ezra arrivano quindi su Dathomir, dove utilizzano la loro magia nera per completare una visione, che mostra loro un pianeta sconosciuto con due soli, dove troveranno ciò che cercano. Proprio quando il rituale termina, Ezra e Maul vengono attaccati dagli spiriti delle Sorelle della Notte morte in seguito all'attacco del Generale Grievous durante le Guerre dei cloni. Kanan e Sabine giungono su Dathomir, avendo seguito Ezra, ma vengono entrambi posseduti dagli spiriti e attaccano i due. Maul fugge ed Ezra utilizza la Forza per spingere Sabine fuori dalla caverna e allontanarla dall'altare, strumento tramite il quale ha luogo la possessione, liberandola. Successivamente, offre di farsi possedere lui stesso per salvare Kanan, distruggendo però a sorpresa l'altare, eliminando gli spiriti. Mentre se ne vanno, Sabine raccoglie dalla grotta la Spada Oscura utilizzata da Maul. Kanan chiede a Ezra della sua visione ed egli gli rivela che la chiave per distruggere i Sith che lui sta cercando e l'obiettivo della vendetta di Maul sono la stessa persona: il Maestro Jedi Obi-Wan Kenobi.

## Fantasmi di Geonosis
- Titolo originale: Ghosts of Geonosis: Parts 1 & 2
- Diretto da: Mel Zwyer
- Scritto da: Matt Michnovetz e Steven Melching

### Trama
Dopo che il leggendario Saw Gerrera e la squadra di ribelli scompaiono su Geonosis, l'equipaggio dello Spettro si dirige a indagare. Ezra, Kanan, Rex e Chopper si dividono per cercare Saw, mentre Hera, Sabine e Zeb rimangono indietro per recuperare un generatore di scudo ancora operativo. Ezra e il suo gruppo vengono salvati da un'imboscata da parte di alcuni droidi da battaglia dallo stesso Saw, il quale spiega che i droidi hanno ucciso il resto della sua squadra e che sono stati ricostruiti da un Geonosiano sopravvissuto. Ezra, Saw e il resto del gruppo inseguono il Geonosiano, che per difendersi attiva altri droidi da battaglia che attaccano Sabine e Zeb, i quali riescono a difendersi usando il generatore trovato in precedenza. Ezra riesce a metterlo all'angolo e Saw distrugge il suo dispositivo di controllo, disattivando tutti i droidi. Inizia poi a interrogarlo, ordinandogli di dirgli cosa l'Impero stesse cercando di costruire su Geonosis. In risposta alla domanda di Saw, il Geonosiano (soprannominato "Klik-Klak") disegna due cerchi nella sabbia. Non capendo ciò che Klik-Klak sta cercando di dire, Saw lo ammanetta e obbliga a condurlo in profondità verso le rovine. Ezra inizia a preoccuparsi dell'ostilità che Saw sta dimostrando nei confronti di Klik-Klak e Rex gli spiega che la sorella di Saw venne uccisa durante le Guerre dei Cloni da una cannoniera Separatista, creata dai Geonosiani. Nel frattempo, una pattuglia Imperiale rileva dei segni di vita su Geonosis e spedisce delle vedette a indagare. Sottoterra, Klik-Klak conduce i Ribelli al suo nascondiglio, dove stava cercando di proteggere un Uovo di Regina Geonosiana. Portano poi Klik-Klak allo Spettro, dove Saw inizia a torturarlo minacciando di distruggere l'uovo se non avesse parlato, ignorando le obiezioni del gruppo. Ezra, tuttavia, gli fa notare che non sarebbe migliore dell'Impero se distruggesse l'ultima possibilità di sopravvivere della specie Geonosiana, il che porta Saw a cambiare idea. Tuttavia, gli Imperiali spediscono una forza di attacco contro lo Spettro, obbligandolo a fuggire sottoterra. In una camera sotterranea, trovano dei grandi contenitori pieni di gas velenoso utilizzati dagli Imperiali per sterminare i Geonosiani. Saw decide quindi di perdonare Klik-Klak e di dargli una seconda possibilità, facendolo fuggire via con l'uovo. I Ribelli cercano poi di fuggire con i contenitori di gas per utilizzarli come prova delle atrocità commesse dall'Impero, ma li perdono dopo aver cercato di superare un incrociatore leggero Imperiale. Bail Organa fa poi notare loro che senza quei contenitori, non ci saranno abbastanza prove da permettere al Senato di agire, ma che le foto scattate dal gruppo potranno essere usate come propaganda per alimentare la causa Ribelle. Kanan ricorda a Ezra che, come Saw, non tutti i Ribelli combattono per la stessa causa o per le stesse ragioni, ma Hera interviene affermando che, nonostante non si fidasse di lui, Saw ha dimostrato di essere migliore dell'Impero.

## La testata protonica
- Titolo originale: Warhead
- Diretto da: Bosco Ng
- Scritto da: Gary Whitta

### Trama
Mentre il resto dell'equipaggio dello Spettro e lo Squadrone Phoenix sono in esercitazione, Zeb è lasciato in carica della sicurezza della Base Chopper. Nello stesso istante, l'Impero lancia un gran numero di droidi infiltratori nella galassia e uno di essi atterra vicino alla Base Chopper. Danneggiato dai ragni Krykna e privo di memoria, viene portato dentro la base da Zeb, Chopper e AP-5; tuttavia, dopo che l'Agente Kallus lo avverte della vera natura del robot, Zeb cerca di catturarlo. Resosi conto di trovarsi in una base ribelle, il droide riacquista il suo programma originario e adotta la sua modalità di combattimento, iniziando a cannibalizzare tutti gli altri droidi presenti dentro la base per ripararsi. L'intruso si dimostra quindi essere un osso duro, soprattutto visto che Zeb e gli altri sono costretti ad affrontarlo all'interno della sezione del magazzino piena di munizioni ed esplosivi. Dopo un duro scontro, Zeb e i droidi riescono a immobilizzarlo prima che riesca a trasmettere la loro posizione all'Impero, ma l'intruso, come ultima carta, attiva il proprio sistema di autodistruzione. Costretto a scegliere se vedere il droide far saltare in aria la base o venire attaccati dall'Impero quando questo verrà a cercarlo dopo essersi reso conto che non ha fatto rapporto, Zeb ordina ad AP-5 di mettere in pausa il conto alla rovescia dell'autodistruzione e di settarlo per ripartire solo dopo che il droide avrà comunicato le informazioni agli Imperiali. Una volta riattivato, il droide vola verso l'incrociatore Imperiale e trasmette le operazioni al computer di bordo, facendo però inavvertitamente ripartire il conto alla rovescia e distruggendo la nave. Pur avendo salvato la base e la sua esatta posizione, questa operazione permette al Grand'Ammiraglio Thrawn di restringere l'area di ricerca, in quanto capisce che la base ribelle si trova obbligatoriamente in uno dei pianeti del sistema di Seelos, gli unici attualmente visitati dai droidi da ricognizione.

## La Spada oscura
- Titolo originale: Trials of the Darksaber
- Diretto da: Steward Lee
- Scritto da: Dave Filoni

### Trama
Dopo aver scoperto da Fenn Rau di ciò che simboleggia per i Mandaloriani la Spada Oscura che Sabine ha recuperato dalla grotta su Dathomir, soprattutto per la prestigiosa Casata Viszla, che un tempo governava Mandalore, Kanan decide che Sabine dovrebbe utilizzarla per far unire i Mandaloriani all'Alleanza Ribelle. La ragazza, che ancora prova risentimento verso la sua famiglia, accetta con riluttanza e si dirige alla dimora del Bendu insieme a Kanan ed Ezra per potersi addestrare nell'utilizzo della spada, nonostante la sua persistente frustrazione metta a dura prova la pazienza di Kanan. Tra i due scoppia una discussione, che culmina con Sabine che abbandona il luogo dell'addestramento; dopo aver parlato con Ezra ed essersi scusata con Kanan (che, dopo aver parlato con Hera, si scusa a sua volta con lei per aver perso la pazienza), Sabine riceve da lui la Spada Oscura e i due ricominciano ad addestrarsi. Durante l'addestramento, Kanan la convince a sfogarsi con lui, il che la porta finalmente a confessare la verità sul suo passato: Sabine si sente infatti ancora in colpa poiché un'arma da lei progettata quando era all'Accademia Imperiale è stata utilizzata per soggiogare Mandalore e che lei abbia cercato di rimediare all'errore provando a convincere la propria famiglia a ribellarsi all'Impero, solo per vedere i suoi familiari voltarle le spalle dandole della traditrice a causa della loro paura dell'Impero. Dopo aver ascoltato la confessione, Kanan, Ezra e Rau affermano che saranno sempre con Sabine, indipendentemente da cosa succederà.

## L'eredità di Mandalore
- Titolo originale: Legacy of Mandalore
- Diretto da: Mel Zwyer
- Scritto da: Christopher Yost

### Trama
Sabine, Ezra, Kanan e Rau viaggiano da Atollon fino a Krownest, sul pianeta Mandalore, per poter finalmente chiarire la questione con la famiglia di Sabine. Tuttavia, vengono accolti in modo ostile, siccome Sabine è ancora considerata una traditrice dalla sua famiglia per aver disertato dall'Impero. Dopo essersi presentata con la Spada Oscura, Sabine riesce ad avere una conversazione privata con sua madre, la Contessa Ursa, la quale però non si unisce alla Ribellione poiché è ancora troppo spaventata da una possibile rappresaglia Imperiale contro la sua gente e dal fatto che suo marito sia tenuto in ostaggio, decidendo così di consegnare Ezra e Kanan a Gar Saxon in cambio della libertà di Sabine. Questi, tuttavia, si rimangia immediatamente la parola e denuncia l'intero Clan Wren per aver tradito l'Impero. Il Clan e i ribelli combattono contro i loro ex-collaboratori Imperiali e, utilizzando la spada laser di Ezra, Sabine affronta in duello Saxon, che brandisce la Spada Oscura. La ragazza emerge vittoriosa ma, appena dopo essersi voltata, Saxon prova a spararle, venendo però ucciso da Ursa, che si riconcilia così con sua figlia. Prevedendo i tempi duri che Mandalore dovrà ora affrontare in seguito alla morte del suo governatore Imperiale, Sabine e Rau decidono di rimanere sul pianeta, cosicché Sabine possa anche trovare un leader degno di guidare la sua gente nella guerra contro l'Impero.

## Con occhi imperiali
- Titolo originale: Through Imperial Eyes
- Diretto da: Saul Ruiz
- Scritto da: Nicole Dubuc

### Trama
Un incrociatore Imperiale sopra Lothal intercetta uno shuttle in fuga dal pianeta. A bordo vi sono Ezra Bridger (travestito da cacciatore di taglie) e i droidi Chopper e AP-5. Ezra comunica all'Agente Kallus che i Ribelli hanno ragione di credere che l'Impero abbia intercettato la sua ultima trasmissione come Fulcrum e che sono venuti per aiutarlo a disertare nel caso la sua copertura fosse saltata. Il Grand'Ammiraglio Thrawn arriva a bordo del suo Star Destroyer, la Chimera, e informa gli ufficiali a bordo di aver chiesto al Colonnello Yularen dell'ISB di localizzare la spia Ribelle fra loro. Kallus scambia il suo cilindro codice con quello del Tenente Lyste e utilizza le sue credenziali per liberare Ezra e infiltrarsi nell'ufficio di Thrawn, dove i droidi cancellano Atollon dal database e trasmettono a Kanan e Rex le loro coordinate cosicché possano venire a salvarli. Lyste, credendo che la Governatrice Pryce sia la spia, la stordisce mentre cerca di impedire ai ribelli di andarsene e viene arrestato poiché creduto la spia. Con l'Impero ormai convinto che Lyste sia Fulcrum, Kallus decide di rimanere con loro, sebbene in una conversazione con Yularen, Thrawn riveli di sapere che Kallus è la spia e di avere intenzione di sfruttare ciò a proprio vantaggio, affermando che "Fulcrum" sarà molto più utile all'Impero di quanto Kallus non sia mai stato.

## Un carico segreto
- Titolo originale: Secret Cargo
- Diretto da: Bosco Ng
- Scritto da: Matt Michnovetz

### Trama
L'equipaggio dello Spettro aspetta in una discarica per incontrarsi e rifornire una nave Ribelle che trasporta un carico segreto. Lo Spettro viene però avvistato da un droide sonda Imperiale, che il gruppo riesce a distruggere, senza riuscire però ad impedirgli di trasmettere la loro posizione all'Impero. La nave Ribelle li raggiunge ed il "carico" si rivela essere la Senatrice Mon Mothma, in fuga dopo aver denunciato le crudeltà dell'Imperatore in Senato. Allertati dal droide, giungono sul posto due incrociatori Imperiali, obbligando Ezra ad unirsi alla Squadriglia Oro per respingere i caccia TIE mentre Mothma ed il gruppo fuggono a bordo dello Spettro. Il Grand'Ammiraglio Thrawn presume che Hera cercherà di fuggire attraverso la Nebula Archeon, inviando quindi due Star Destroyer ed il nuovo TIE Defender per intercettarli. Hera riesce a distruggere due TIE volando vicino ad una stella, ma il Defender la evita e riesce a distruggere la maggior parte della Squadriglia Oro, fatta eccezione per Ezra ed il Capo Oro. Mentre lo Spettro abbandona la nebula, viene catturato da un raggio traente dello Star Destroyer del Governatore Pryce. Ezra ed il Capo Oro riescono ad allontanare il Defender utilizzando dei cannoni ionici, poi escono dalla nebula e vi sparano all'interno dei siluri protonici, scatenando un'esplosione che infligge pesanti danni agli Star Destroyer. Dopo essere fuggito effettuando il salto nell'iperspazio, lo Spettro porta Mothma a Dantooine, dove trasmette un messaggio rivolto a tutte le cellule ribelli, decidendo di fondare l'Alleanza Ribelle. Mentre l'equipaggio dello Spettro osserva con stupore, dozzine di navi della galassia giungono sul pianeta in risposta alla chiamata.

## Un droide agente doppio
- Titolo originale: Double Agent Droid
- Diretto da: Steward Lee
- Scritto da: Brent Friedman

### Trama
Chopper, AP-5 e Wedge vengono inviati in missione all'interno di una struttura Imperiale per rubare i codici d'accesso di una fabbrica su Lothal. AP-5 riesce a localizzare e rubare i codici, mentre Chopper accede alla rete Imperiale, attirando però l'attenzione del Controllore, agente Imperiale che controlla un'avanzate nave spia. Utilizzando la tecnologia della sua nave, il Controllore prende il controllo di Chopper con l'intenzione di utilizzarlo per localizzare la base Ribelle. Terminata la missione, Chopper, AP-5 e Wedge ritornano sullo Spettro. AP-5 inizia però a sospettare qualcosa dopo essersi reso conto che Chopper si sta comportando in modo sorprendentemente gentile. Il resto del gruppo crede che AP-5 stia semplicemente bisticciando con Chopper, ma Hera inizia ad avere anch'ella dei sospetti. Il Controllore utilizza poi Chopper per bloccare il gruppo nella stiva e tentare di manomettere il computer di bordo dello Spettro. AP-5 riesce a sbloccare i controlli della porta, permettendo agli altri di disattivare Chopper. Furiosa con gli Imperiali per aver danneggiato il suo droide, Hera connette Chopper allo Spettro e lo sovraccarica, sovraccaricando di dati anche la nave del Controllore e facendola esplodere. Chopper ritorna normale e ricomincia a litigare con AP-5.

## Soli gemelli
- Titolo originale: Twin Suns
- Diretto da: Dave Filoni
- Scritto da: Dave Filoni e Henry Gilroy

### Trama
Dopo aver ricevuto un messaggio tramite l'olocron, Ezra comunica al gruppo che devono dirigersi su Tatooine per salvare Obi-Wan Kenobi da Maul. Gli altri però rifiutano, credendo che Kenobi sia morto e che il messaggio sia una trappola di Maul. Ezra e Chopper vanno di nascosto sul pianeta, ma la situazione precipita quando la loro nave viene distrutta da dei Predoni Tusken. Guidati dall'olocron, i due vagano per il deserto in cerca di Kenobi. Dopo ore di girovagare, Chopper si scarica e si spegne. Ezra viene tormentato da delle visioni di Maul che gli dice di aver deluso i suoi amici. Poco dopo, Ezra perde i sensi. Dopo essersi risvegliato, scopre che Kenobi ha salvato sia lui che Chopper. Ezra prova ad avvertirlo del fatto che Maul gli stia dando la caccia e gli chiede di aiutare la ribellione. Kenobi, tuttavia, rifiuta e gli dice di non voler combattere Maul, sebbene ormai sia inevitabile, aggiungendo che la Ribellione ha già ciò di cui ha bisogno. Quando Maul trova i due, Kenobi fa allontanare Ezra e sconfigge rapidamente Maul; prima che quest'ultimo muoia, tuttavia, Kenobi gli rivela di stare sorvegliando quello che crede essere il Prescelto. Ezra e Chopper ritornano alla base usando la nave di Maul. Ezra comunica poi ai suoi amici che Maul è morto e si scusa per essere fuggito, affermando che loro sono la sua famiglia e che il suo posto è con loro. L'episodio si conclude con Kenobi che osserva un giovane Luke Skywalker nella fattoria dei Lars dalla distanza.

## Ora zero
- Titolo originale: Zero Hour: Part 1 & 2
- Diretto da: Justin Ridge
- Scritto da: Henry Gilroy (Parte 1), Matt Michnovetz e Steven Melching (Parte 2)

### Trama
Varie cellule Ribelli iniziano a radunarsi su Atollon per prepararsi ad attaccare Lothal. Tuttavia, Thrawn è conscio del piano dei Ribelli e comunica al Governatore Pryce ed al Grand Moff Tarkin che "Il vero spettacolo sta per cominciare" e rivela di aver già teso loro una trappola. Kallus prova ad avvertire i Ribelli, ma viene catturato da Thrawn. Questi rintraccia la sua trasmissione e determina la posizione della base Ribelle su Atollon. Thrawn invia poi sul pianeta la sua intera flotta, che comprende anche due Incrociatori Interdictor (capaci di utilizzare il pozzo gravitazionale). Con questa massiccia quantità di navi in orbita, per le navi Ribelli la fuga è impossibile e la flotta è obbligata a combattere una battaglia già persa in partenza. Sapendo che la loro unica possibilità di vittoria è quella di inviare qualcuno che chiami il resto della flotta Ribelle, il Comandante Sato decide di sacrificarsi facendo schiantare la propria nave sull'Interdictor dell'Ammiraglio Konstantine, distruggendolo ed uccidendo l'Imperiale, dando anche ad Ezra una finestra per fuggire effettuando il salto nell'iperspazio con la nave di Maul. Su Atollon, Kanan chiede al Bendu di aiutare la Ribellione, ma questi si rifiuta a causa della sua neutralità. Kanan lo accusa quindi di essere un codardo, facendolo infuriare e successivamente scomparire. Nell'iperspazio, Ezra contatta Mon Mothma per chiederle aiuto, ma lei non riesce ad inviare rinforzi in quanto teme che possano cadere in un'altra trappola di Thrawn. Senza altre opzioni, Ezra decide di chiedere aiuto a Sabine. Con la battaglia a favore dell'Impero, i Ribelli sono obbligati a ritirarsi sulla base di Atollon e ad attivare gli scudi, proteggendosi così dal bombardamento orbitale degli Imperiali. Thrawn risponde inviando una forza d'attacco terrestre ad assaltare la base. Ezra raggiunge Sabine e riesce a convincere lei e Rau a guidare in battaglia una piccola forza Mandaloriana per distruggere l'ultimo Interdictor Imperiale rimasto, permettendo così ai Ribelli di fuggire. Le forze di Thrawn riescono ad entrare nella base ma, prima di poter catturare i Ribelli, interviene il Bendu, che compare sotto forma di una gigantesca tempesta, dando tempo ai Ribelli di fuggire ma attaccando anche loro, mantenendo quindi la sua neutralità. Nel frattempo, Ezra e Sabine riescono a distruggere l'Interdictor. Kallus fugge a bordo di un guscio di salvataggio, venendo poi prelevato dallo Spettro. La flotta Ribelle riesce nel frattempo a fuggire e Thrawn riesce ad immobilizzare il Bendu, che lo avverte di avere già previsto la sua sconfitta. Rifiutandosi di crederci, il Grand'Ammiraglio spara alla creatura, che però scompare prima ancora che il colpo vada a segno, diventando tutt'uno con la Forza. Quello che resta della flotta Ribelle si incontra con il resto della Ribellione su Yavin ed Hera promette di aiutare Sabine ed i Mandaloriani. Ezra è preoccupato per la massiccia sconfitta subita dalla Ribellione, ma Kanan lo rassicura dicendogli di vederla come una vittoria, dato che sono riusciti a fuggire. Gli comunica poi che prevede un futuro per loro e che saranno tutti liberi, ma che spetta a loro far sì che si avveri.